# Xã Adams, Quận Morgan, Indiana
Xã Adams (tiếng Anh: Adams Township) là một xã thuộc quận Morgan, tiểu bang Indiana, Hoa Kỳ. Năm 2010, dân số của xã này là 1.194 người.